# Тумербулаг
Тумербулаг (монг. Төмөрбулаг, «железный родник») — сомон в аймаке Хувсгел. Расположен на юге центральной части аймака. Граничит с аймаком Архангай (на юго-востоке) и сомонами: Галт (на юге), Шинэ-Идэр (на юго-западе), Бурэнтогтох (на севере и западе), Тосонцэнгэл и Рашаант (на востоке). Площадь составляет 2510 км², из которых 1950 км² занимают пастбища. Население на 2000 год — 4 174 человека; средняя плотность населения — 1,66 чел/км². Административный центр — Жаргалант, расположен в 75 км к югу от города Мурэн и в 714 км от Улан-Батора.
Тумербулаг был основан вместе с аймаком, в 1931 году. В 1956 году становится частью сомона Бурэнтогтох, однако уже в 1959 отделяется от него.
По данным на 2004 год в сомоне имеется около 133 000 голов скота, из них: 76 000 коз, 44 000 овец, 6700 коров и яков, 6200 лошадей и 41 верблюд.